# Corydalis pauciflora
Corydalis pauciflora är en vallmoväxtart som först beskrevs av Franz Stephani, och fick sitt nu gällande namn av Christiaan Hendrik Persoon. Corydalis pauciflora ingår i släktet nunneörter, och familjen vallmoväxter. Inga underarter finns listade i Catalogue of Life.